# Shinji Sarusawa
Shinji Sarusawa (猿澤 真治 Sarusawa Shinji?), född 9 juni 1969 i Hiroshima prefektur, är en japansk före detta fotbollsspelare och tränare.
Sarusawa började sin karriär 1992 i Kagawa Shiun. Han avslutade karriären 1999.
Sarusawa har efter den aktiva karriären verkat som tränare och har tränat J2 League-klubben, Renofa Yamaguchi FC.